# Кенсу
Кенсу (каз. Кеңсу) — село в Кегенском районе Алматинской области Казахстана. Входит в состав Ширганакского сельского округа. Код КАТО — 195877200.

## Население
В 1999 году население села составляло 146 человек (84 мужчины и 62 женщины). По данным переписи 2009 года, в селе проживали 173 человека (95 мужчин и 78 женщин).